# Mekarsari (Cileungsi)
Mekarsari is een bestuurslaag in het regentschap Bogor van de provincie West-Java, Indonesië. Mekarsari telt 9783 inwoners (volkstelling 2010).